# San Lorenzo (Santa Fe)
San Lorenzo è una città argentina della provincia di Santa Fe, capoluogo del dipartimento omonimo. Situata lungo le rive del fiume Paraná, è compresa nella parte nord della conurbazione rosarina ed è un importante centro industriale e portuale.

## Geografia
San Lorenzo è situata nella parte meridionale della provincia di Santa Fe, 23 km a nord di Rosario, sulla riva occidentale del fiume Paraná. È compresa nel settore nord dell'area metropolitana della Grande Rosario.

## Storia
San Lorenzo non ha una data di fondazione certa, ma il Consiglio Municipale decise, nel 1984, di stabilire il 6 maggio 1796, la data in cui giunsero i frati francescani ed iniziarono l'evangelizzazione della regione.
Il 3 febbraio 1813 ebbe luogo la battaglia di San Lorenzo, nella quale le truppe realiste spagnole furono sconfitte dai rivoluzionari locali guidati dal generale José de San Martín.

## Monumenti e luoghi d'interesse
- Convento di San Carlo Borromeo, risalente al XVIII secolo, fu lo scenario della battaglia del 1813, è stato dichiarato monumento nazionale nel 1940.
- Pino Storico, un pinus pinea, alla cui ombra José de San Martín dettò al tenente Mariano Necochea il bollettino con il quale comunicava al Direttorio Supremo la vittoria.
- Campo della Gloria, terreno su quale si combatté lo scontro del 1813.

## Economia
È situata nella parte terminale del cosiddetto Corridoio Industriale del Litoral Argentino, ed è sede di industrie alimentari (olio, farina) e di fabbriche di ceramica e stabilimenti petrolchimici. Il porto di San Lorenzo e quello della vicina Puerto General San Martín sono fra i maggiori centri d'esportazione argentini di prodotti alimentari come soia, frumento e mais.

## Infrastrutture e trasporti
San Lorenzo è attraversata in senso nord-sud dalla strada nazionale 11, che qui s'interseca con la strada nazionale A012, ed è inoltre servita da uno svincolo sull'autostrada Rosario-Santa Fe.